# Policiklično jedinjenje
U organskoj hemiji, policiklično jedinjenje js ciklično jedinjenje sa više od jedne ugljovodonične petlje ili prstena (npr. benzenova prstena). Termin generalno obuhvata sva policiklične aromatična jedinjenja, kao što su policiklični aromatični ugljovodonici, i heterociklična aromatična jedinjenja koja sadrže sumpor, azot, kiseonik, ili druge neugljenične atome, i njihove supstituisane derivate.